# Lázně Bělohrad (zámek)
Zámek v Lázních Bělohradě se nachází v centru města. Je chráněn jako kulturní památka.

## Historie

### Od počátků do 18. století
První zmínka o dřevěné tvrzi nazývané Koštofrank (z latinského castellum francum, tj. svobodný hrádek otevřený okolním vesničanům), která stávala na místě dnešního zámku, pochází z roku 1354, kdy ji měl v držení pan Bořek z Poličan. Roku 1543 získává hrad a celou Novou Ves Jindřich Škopek z Bílých Otradovic a po jeho smrti kolem roku 1566 přecházejí na jeho syna Jana. Ten nechává na místě tvrze postavit novou kamennou budovu, kterou pro její bílé zdi poddaní nazývali „Bílým hradem – Bělehradem, Bělohradem“. Stavbu patrně dokončil až jeho strýc Václav z Hořiněvsi, který sám sebe nazýval pánem na Bělohradě.
Během 17. století docházelo k častému střídání majitelů, mezi něž patřil např. i Kryštof Harant z Polžic a Bezdružic nebo Albrecht z Valdštejna. V průběhu tohoto období, snad během držení panství Petrem Škopkem z Bílých Otradovic (1621–1625), vzniklo severní a východní křídlo zámku. Roku 1684 získává panství Bertold Vilém z Valdštejna. Přestavba a přístavba renesančního zámku byla provedena v letech 1720–1722 v duchu vrcholného baroka nejspíše podle návrhu Jana Blažeje Santiniho, ačkoli jeho autorství není archivně doloženo. Zámecká kaple byla vysvěcena již na konci roku 1721. Zámek byl však dokončen až za Jana Arnošta Schaffgotsche, nejvyššího purkrabího v království českém a manžela Marie Alžběty z Valdštejna, na kterou zámek i celé panství po smrti Bertolda Viléma z Valdštejna v roce 1724 přechází. Jan Arnošt Schaffgottsch se s Janem Blažejem Santinim dobře znal, jak lze odvodit z toho, že byl účasten při křtu obou Santiniho dětí z druhého manželství (dcera Jana Ludmila, narozena roku 1721; syn Jan Ignác Rochus, narozen roku 1723).

### Zámek ve 20. a 21. století
V září roku 1949 přechází zámek a přilehlý park do správy obce. Většina inventáře byla převezena na státní zámek Sychrov. Roku 1959 byl u příležitosti 100. výročí narození spisovatele K. V. Raise vybudován v zámeckém parku z bývalé oranžérie Památník Karla Václava Raise. V zámku samém byla zřízena zemědělská mistrovská škola (dříve rolnická a lesnická) a až do roku 2009 sloužil zámek jako internát odborného učiliště.  V roce 2010 byl zámek prodán nejmenované firmě. V současné době není zámek přístupný veřejnosti a podléhá rekonstrukci a přestavbě. Později by zdě měla vzniknout kavárna, restaurace a v ostatních prostorách bydlení pro seniory.

## Architektura

### Podoba zámku před přestavbou
Renesanční stavba sestávala ze západního, severního a východního křídla. Na mezitraktové zdi západního křídla, které pochází z přestavby po roce 1566, byla při úpravách zámku nalezena sgrafita. Severní a východní křídlo, vyznačující se hmotnými křížovými a valenými klenbami, vznikly nejspíše při dalších úpravách v 1. čtvrtině 17. století.

### Barokní přestavba zámku
Při přestavbě zámku bylo využito starší stavby, která byla pouze adaptována, upravena a doplněna. Doplněním jižního vstupního křídla vznikl čtyřkřídlý zámek se středním obdélným dvorem, nově byl postaven komplex hospodářských a užitkových budov, které svým uspořádáním na mírně zvlněném půdoryse vytvářejí čestný dvůr.
Oproti starším dvoupatrovým křídlům zámku uspořádaných v pravidelné (pravoúhlé) dispozici je jižní křídlo jednopatrové, dynamizované konvexně vystupujícím průčelím, na jehož střední ose je situována kaple sv. Jana Evangelisty a nad ní se zdvihá nízká věžovitá nástavba. Motiv altánového převýšení středního rizalitu se v obměnách objevuje i u dalších Santiniho staveb (např. Morzinský palác v Praze či zámek v Rychnově nad Kněžnou). Průčelí jižního křídla je trojosé: širší střední část je v přízemí členěna nikou s rozměrnou plastikou orla, v patře se otevírá serlianou a ve vrcholu je umístěn erb rodu Schaffgotschů, kterým zámek roku 1724 připadl. Boční osy jižního křídla jsou symetrické, opatřené bosovanými portály, zajišťujícími vstup do zámku, a velkými kónickými klenáky ve vrcholech záklenků. Ve vrcholech obou portálů jsou nad rámy dveří připevněna písmena z kovaného plechu, tvořící dohromady nápis „VERBUM“ (nad levým vstupem) a „CARO FACTUM“ (nad pravým vstupem). Jde o citát z Janova evangelia: „Slovo se stalo tělem“ (Jan 1,14). Nad střední nikou i bočními portály obíhá pás kordonové římsy, jež se nad nimi zdvihá do jakýchsi štítových náběhů.
Severnímu průčelí zámku, jenž se otevírá do zámeckého parku, dominuje balkon s kuželkovou balustrádou nesený šesti sloupy a šesti polosloupy, schodiště je řešeno jednoduše.
Okna prvního patra zámku jsou opatřena trojúhelníkovými frontony. Fasáda je členěna rustikovanými lisenami, pásová rustika se objevuje i v přízemí celé budovy. Původní mansardové střechy byly při pozdějších úpravách nahrazeny valbami, detaily fasády byly koncem 19. století rovněž upravovány.

### Zámecká kaple
Kaple sv. Jana Evangelisty je situována na střední ose jižního křídla. Je založena na oválném půdorysu a prochází přízemím a prvním patrem budovy. Pilastry s ionizujícími hlavicemi člení stěny kaple do čtyř polí a nesou kladí, na něž dosedá mělká kupole. Serliana jižního průčelí pak přivádí do horního prostoru kaple světlo.
Na oltáři je obraz sv. Jana Evangelisty na Pathmu od Pavla Bedřicha Fahrenschona (1677 Chomutice u Hořic – 14. srpna 1740 Praha), dvorního malíře hraběte Remedia z Thunů a komorního presidenta hraběte Šlika. Obraz nese signaturu Paulus Frideri Fahrnscho / Pinzit Prag / L.P. 1722. Mohutný dřevěný, tmavě mořený rám oltáře je sám o sobě mistrnou prací: tvoří jej dvě mohutné orlice nad dvěma rozměrnými lasturami, mezi něž je umístěna koruna. Ve vrcholu volutového nástavce je umístěna socha Krista s rozepjatýma rukama. V dolní partii rámu se nachází nápis „ET HABITAVIT IN NOBIS“. Autor dřevěného rámu není znám, mohlo by se však jednat o práci Matyáše Bernarda Brauna.

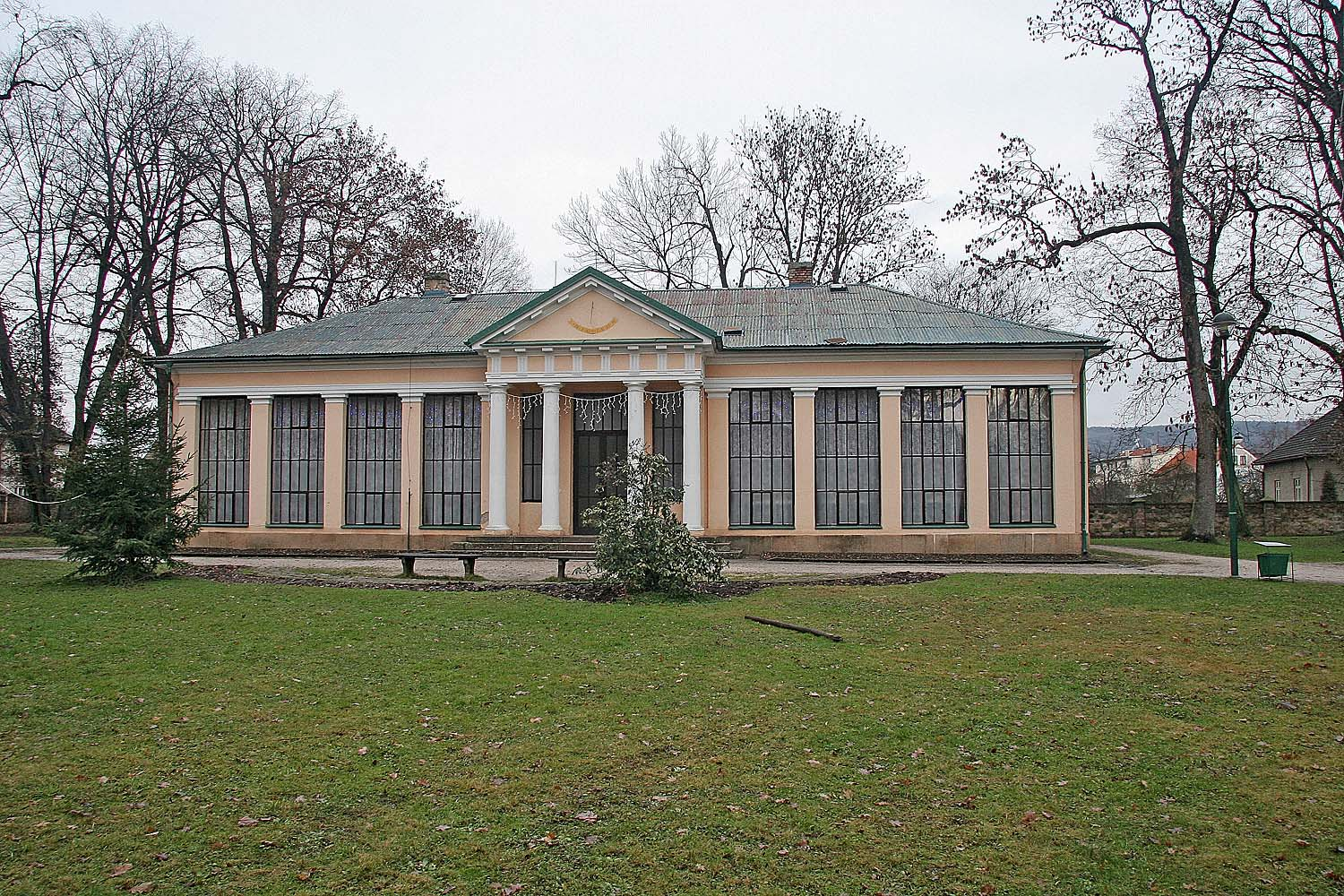
Oranžérie, dnes Památník K. V. Raise

Koncepce jižního křídla byla důsledně promyšlená, jak lze soudit z úzké provázanosti jeho exteriéru a interiéru. Na střední ose křídla je v exteriéru umístěna socha orla (symbol evangelisty Jana), jehož pařát spočívá na rozevřené knize (evangeliu), a souběžně v téže přímce se nachází v kapli sv. Jana Evangelisty výše popsaný oltář, jehož rámu dominuje tentýž motiv. Nápis na oltáři je pokračováním citátu z první kapitoly Janova evangelia, jenž se objevuje nad oběma vstupy do zámku: Et Verbum caro factum est et habitavit in nobis (A Slovo se stalo tělem a přebývalo mezi námi).

### Hospodářské a další budovy
K zámku přináležejí i postranní budovy, které jsou symetricky rozmístěny na křivkových půdorysech a utvářejí svým rozmístěním čestný dvůr.

### Park a oranžérie
Zámek je obklopen rozsáhlým parkem se zimní oranžérií, postavenou roku 1831 v empírovém slohu. Jedná se o přízemní stavbu se sloupovým portikem nesoucím kladí a trojúhelný štít. Budova dnes slouží jako Památník Karla Václava Raise.